# Augustinusviertel (Neuss)
Der Stadtbezirk Augustinusviertel ist ein Stadtteil der Kreisstadt Neuss. Mit 1,17 km² Fläche und 2.919 Einwohnern (Stand 31. Dezember 2021) gehört der Stadtbezirk zu den flächenmäßig Kleineren. Namensgebend sind die Neusser Augustinerinnen (Schwestern nach der Regel des heiligen Augustinus), die sich Mitte des 19. Jahrhunderts dort ansiedelten und ein Krankenhaus eröffneten. Der Stadtbezirk umfasst den Wohnstandort um das Gelände der Alexianer-Klinik herum und das Neubaugebiet Meertal, welches besonders in den 1990er Jahren gewachsen ist und ca. 1.500 Einwohner hat. Ein weiteres Wohngebiet im Viertel ist auf dem ehemaligen Klostergelände der Alexianerbrüder geplant, welches insgesamt 450 Wohneinheiten für rund 1000 neue Einwohner umfassen soll. Auch auf dem Gelände der ehem. Sauerkrautfabrik Leuchtenberg werden bis 2018 rund 160 neue Wohneinheiten entstehen.

## Nachbarstadtteile
Folgende Stadtteile grenzen an das Augustinusviertel an.
| Innenstadt         | Hammfeld                                    |           |
| Dreikönigenviertel | Kompassrose, die auf Nachbargemeinden zeigt | Gnadental |
| Selikum            | Pomona                                      |           |

## Öffentliche Einrichtungen
- Kindertagesstätte Meertal[7]

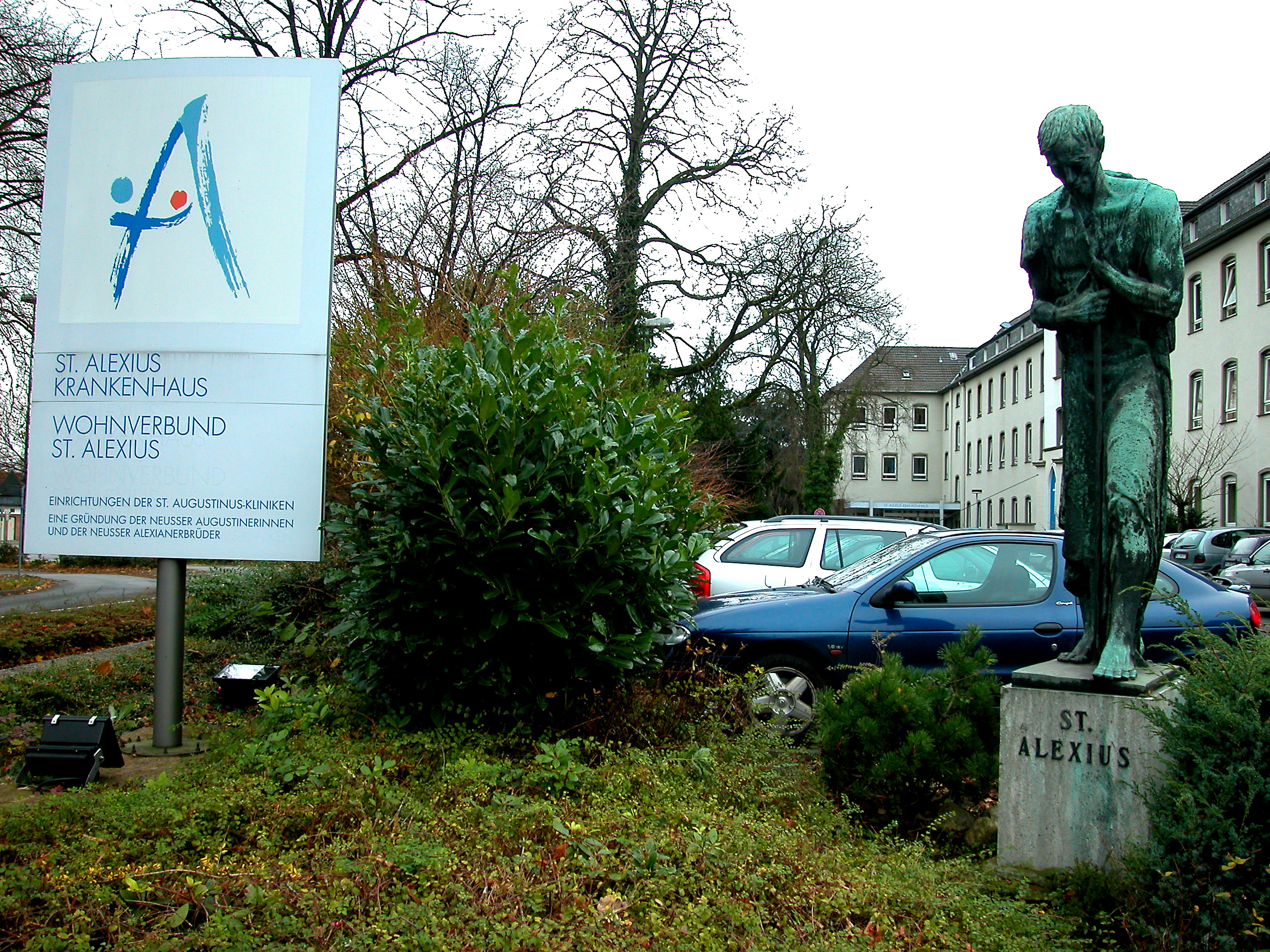
St. Alexius Krankenhaus

- St. Alexius-/St. Josef-Krankenhaus (Psychiatrische Kliniken)[8]
- Haus St. Georg (Seniorenpflegeheim)[9]

## Kirche
Die katholische Klosterkirche Immaculata, die 1931–1935 gebaut wurde, liegt im Pfarrgebiet des Quirinus-Münster. Das Kloster ist der Hauptsitz der Barmherzigen Schwestern nach der Regel des heiligen Augustinus, die dort ein Altenheim und ein Hospiz unterstützen.
→ siehe: Neusser Augustinerinnen